# William Van Mildert

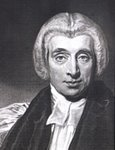
William Van Mildert

William Van Mildert (Southwark (Londen), 6 november 1765 – Durham, 21 februari 1836) was de laatste prins-bisschop van het anglicaanse bisdom Durham, en een van de stichters van de Universiteit van Durham.
In de Kathedraal van Durham is een standbeeld van William Van Mildert. Van Mildert College, een van de colleges van de Universiteit van Durham, is vernoemd naar Van Mildert. Ook de leerstoel Van Mildert Professor of Divinity aan de Universiteit van Durham is naar hem vernoemd.

## Leven en loopbaan
Van Mildert was de zoon van de Londense jeneverstoker Cornelius Van Mildert (1722-1799) en Martha Hill (1732-1804). Zijn vader was een achterkleinzoon van een Nederlandse handelaar die rond 1670 van Amsterdam naar Londen was verhuisd.
Hij studeerde aan de Universiteit van Oxford en werd in 1789 priester. Hij maakte in 1792 zijn enige buitenlandse reis, naar de Lage Landen. In Amsterdam bezocht hij de Duitse Komedie (hoewel hij geen woord Duits sprak), het Binnengasthuis, het Spinhuis en het Rasphuis.
In 1795 trouwde hij met Jane Douglas (1760-1837), een dochter van generaal Archibald Douglas. Een jaar later werd hij rector van de Londense kerk St Mary-le-Bow. Hij werd in 1813 benoemd tot hoogleraar theologie (Regius Professor of Divinity) aan de Universiteit van Oxford en seculier kanunnik van Christ Church in Oxford.
In 1820 werd hem de titel aartsbisschop van Dublin aangeboden, maar hij sloeg dit aanbod af en diende in plaats daarvan als bisschop van Llandaff van 1819 tot 1826 en deken van St Paul's Cathedral in Londen van 1820 en 1826.
In 1826 werd Van Mildert bisschop van Durham. Hij was een van de voornaamste drijfkrachten achter de vestiging van de Universiteit van Durham als derde universiteit van Engeland (na Oxford en Cambridge). Van Mildert wist het Britse parlement ervan te overtuigen om in 1832 een wet aan te nemen waarmee de universiteit gevestigd werd. Hij gaf de bisschopszetel Auckland Castle aan de universiteit. Ook een aantal gebouwen aan Palace Green, tussen Durham Castle en de Kathedraal van Durham, werd door Van Mildert aan de nieuwe universiteit gegeven. In 1837, een jaar na Van Milderts dood, werd Durham Castle tevens aan de universiteit geschonken.
Als 'prins'-bisschop van Durham droeg hij de titel paltsgraaf en had een zetel in het Britse House of Lords, waar hij een prominente tegenstander van de Reform Act 1832 was. Van Mildert was de laatste prins-bisschop van Durham; na zijn dood in 1836 verloren de bisschoppen van Durham het recht om de titel paltsgraaf te dragen.